# Hubert von Goisern
Pour les articles homonymes, voir  Goisern.
Hubert von Goisern, né Hubert Achleitner le 17 novembre 1952 à Bad Goisern (Autriche), est un auteur-compositeur-interprète et musicien autrichien jouant de la musique du monde.
Avec son mélange de musique rock et d'éléments de la Volksmusik traditionnelle, il est devenu un éminent représentant de la New Volksmusik et Alpine Rock en Autriche, en Suisse et en Allemagne. Son nom de scène « von Goisern » fait référence à sa ville natale. Hubert von Goisern a remporté de nombreuses Disque de certification et plusieurs prix nationaux et internationaux.

## Biographie

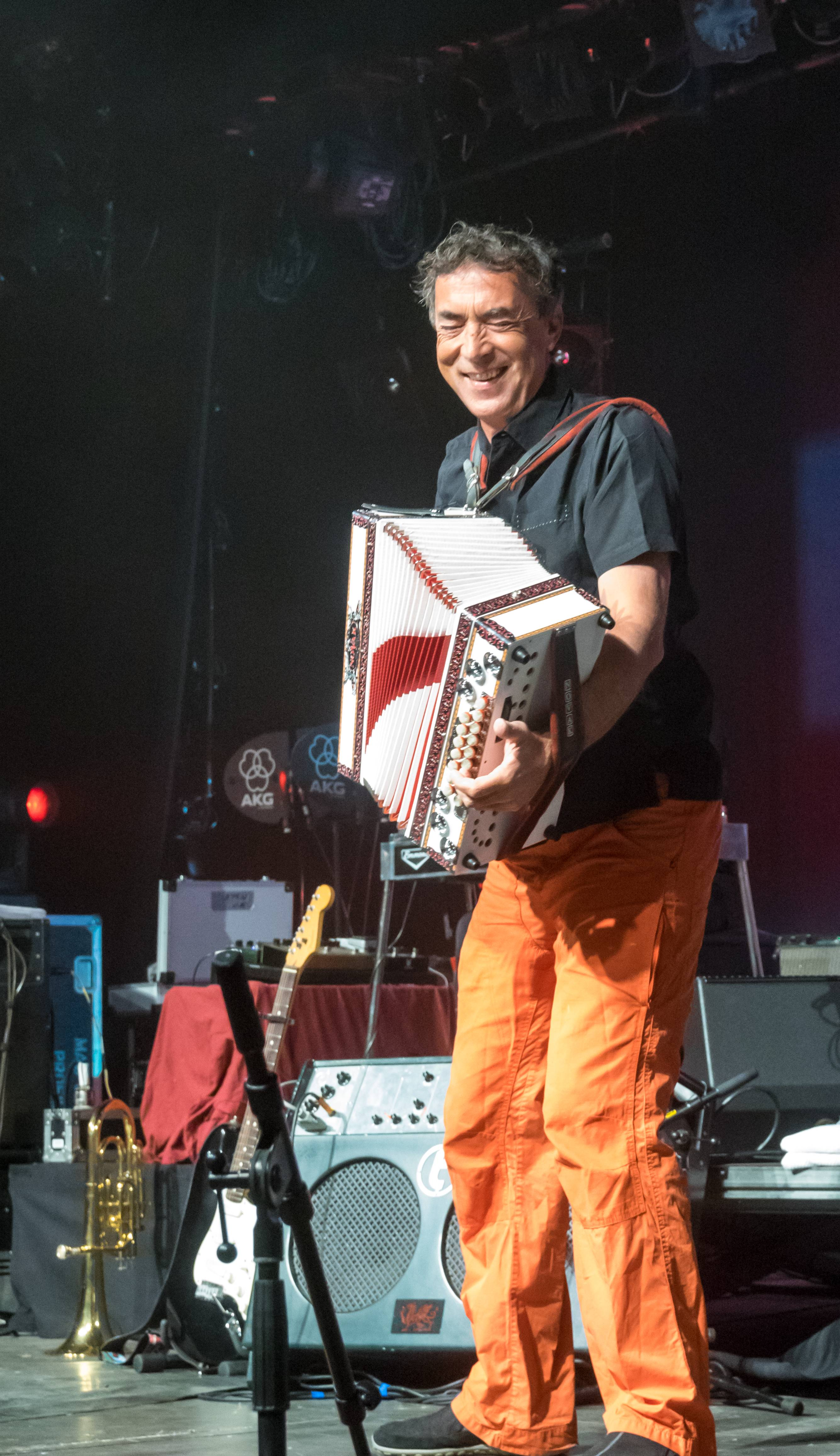
Hubert von Goisern (2015).

Hubert von Goisern naît à Bad Goisern. Déjà intéressé par la musique dans sa jeunesse, il rejoint la fanfare locale où il apprend à jouer de la trompette comme premier instrument. Lorsque des conflits surgissent avec le chef d'orchestre à propos du répertoire du groupe et des cheveux longs d'Hubert, il doit quitter le groupe et rendre la trompette. Il apprend ensuite à jouer de la guitare en commençant par une guitare acoustique, puis en élargissant ses compétences à une guitare électrique achetée par lui-même. Il prend également des cours de trompette et de clarinette. D'autres instruments comme l'accordéon de Styrie (Steirische Harmonika) qui lui a été présenté par son grand-père sont appris dans le cadre d'études privées.

### Afrique du Sud, Canada, Philippines (1972-1983)
À 20 ans, il quitte l'Autriche avec sa petite amie et s'installe en Afrique du Sud où il travaille dans un laboratoire de chimie. Il s'engage dans la lutte contre l'apartheid mais retourne en Autriche cinq ans plus tard. Il y épouse sa femme canadienne et adopte son nom de famille Sullivan.
À 27 ans, il décide de devenir musicien professionnel. Il étudie la guitare à Toronto pendant deux ans et apprend à jouer de la musique flamenco. Après s'être séparé de sa femme, il part pour un autre voyage et apprend à jouer de la flûte nasale aux Philippines. C'est également là qu'il commence à développer son propre style musical en incorporant des éléments d'une musique traditionnelle étrangère dans la musique traditionnelle de son pays d'origine, l'Autriche.

### Afrique et Tibet (1997–1998)
Hubert von Goisern est présenté à l'anthropologue Jane Goodall par leur ami commun, l'éditeur Michael Neugebauer. Intriguée par son travail et finalement invité par elle pour une visite au parc national de Gombe Stream, von Goisern se rend en Tanzanie en 1996 pour la première fois. Au cours d'un autre voyage, un film documentaire a été réalisé en coopération avec les diffuseurs autrichien ORF et allemand Bayerischer Rundfunk : Von Goisern nach Gombe [De Goisern à Gombe]. La bande originale Gombe a été publiée sur CD en 1998.

### Tournée européenne de Linz (2007–2009)

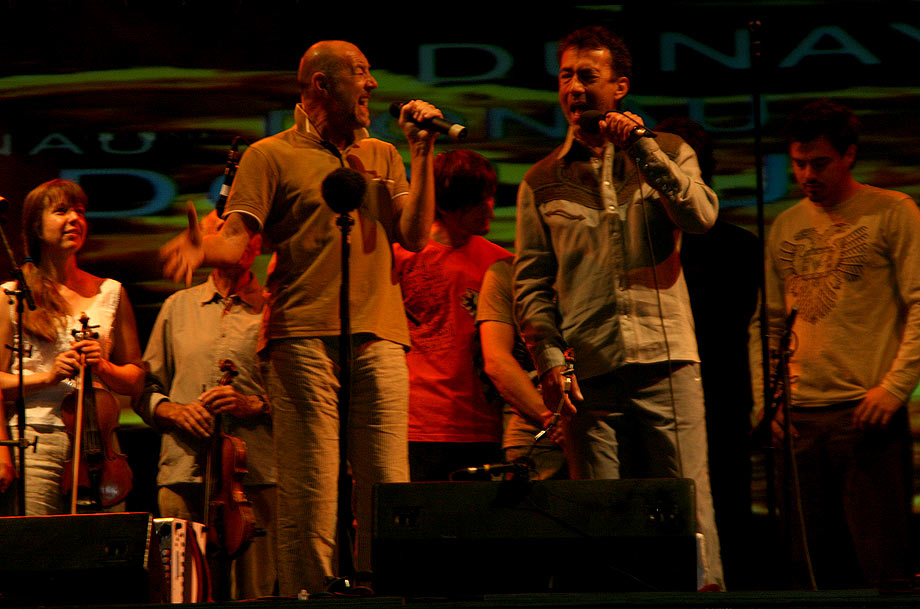
Willi Resetarits (à gauche), Hubert von Goisern (à droite) et les membres du groupe Hohtraxlecker Sprungschanzenmusi au Donauinselfest 2007.

## Musique

### Style
Hubert von Goisern compte parmi les représentants de la « Neue Volksmusik », (litt. « Nouvelle Musique traditionnelle »). Il est cependant plus souvent associé à "Alpenrock" ou "Alpine rock",,,. Sa musique fusionne rock moderne et musique alpine traditionnelle. Son style est important pour accentuer le son de l'harmonica qui est ensuite équilibré par des guitares électriques.
D'autres influences incluent la musique africaine traditionnelle telle qu'enregistrée sur Gombe ainsi que la samba brésilienne et aussi le funk. Ces derniers genres ont aidé von Goisern à passer de la musique alpine à la musique du monde.

### Paroles
Les paroles des chansons d'Hubert von Goisern sont souvent politiques et critiques de la société,. Un exemple sont les références au politicien d'extrême droite Jörg Haider, également originaire de Goisern, et dont le Parti de la liberté a obtenu de bons résultats à la fin du XXe siècle et au début des années 2000.

## Filmographie (bande originale)
- 1991 : Sehnsüchte oder Es ist alles unheimlich leicht  (téléfilm)
- 1995 : Dame Gretl  (téléfilm)
- 1995 : Frère sommeil
- 1995 : Wia die Zeit vergeht
- 1995 : Die Fernsehsaga - Eine steirische Fernsehgeschichte (de)  (téléfilm)
- 1997 : Ein Rucksack voller Lügen (de)
- 1997 : Land der Berge (de) (série télévisée, 1 épisode)
- 2001 : Der Agrar-Rebell - Permakultur in den Salzburger Alpen  (téléfilm)
- 2015 : Österreich: Oben und Unten (de)

## Récompenses et nominations

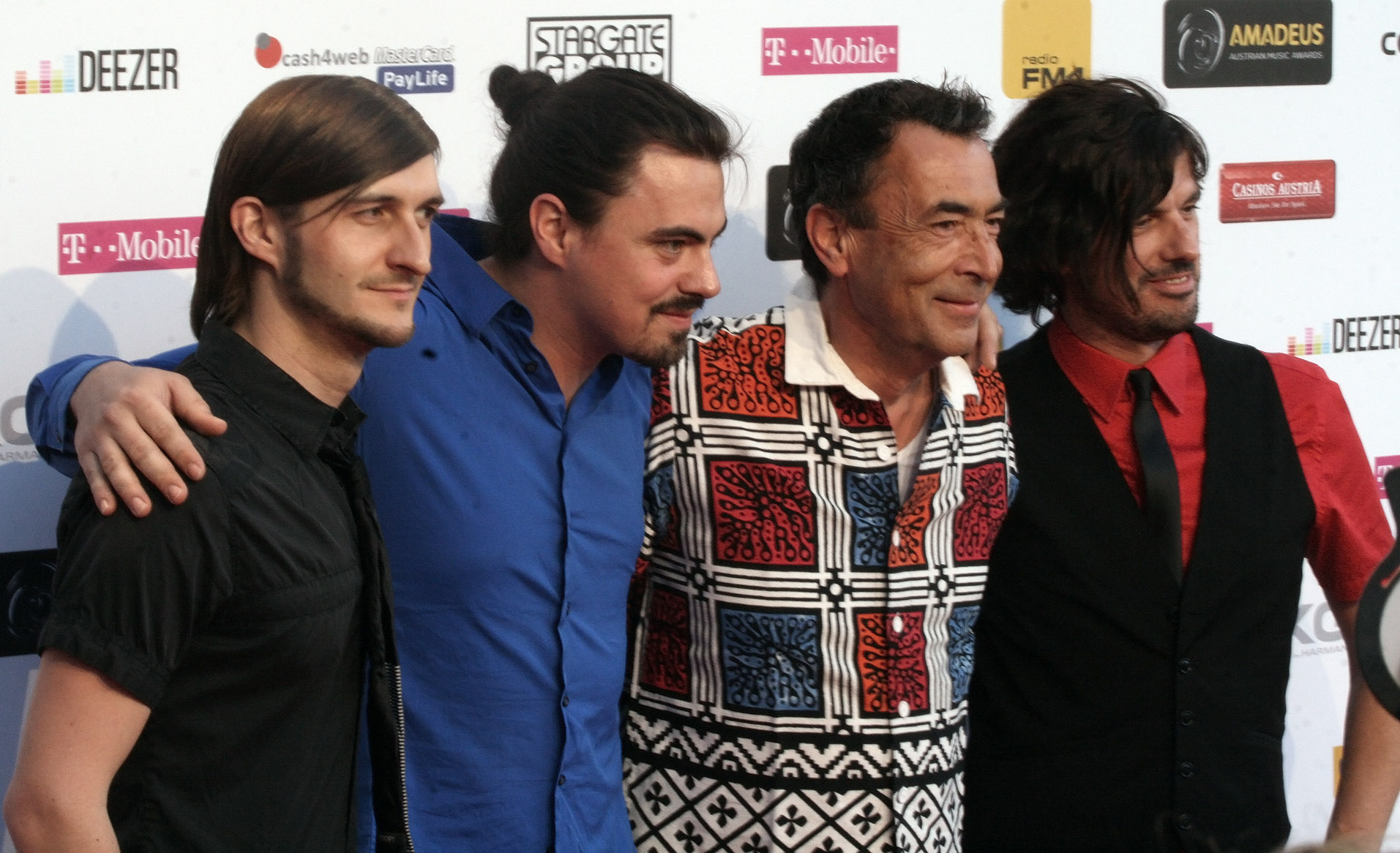
Hubert von Goisern et son groupe aux Amadeus Austrian Music Awards 2012.

Von Goisern a remporté plusieurs Amadeus Austrian Music Awards de l'IFPI autrichienne et un prix Ruth (de), le prix allemand de la musique du monde. En 2004, il a reçu la citoyenneté d'honneur de sa ville natale de Bad Goisern.

## Lectures complémentaires
- (de) Bernhard Flieher, Weit, weit weg – Die Welt des Hubert von Goisern, St. Pölten, Residenz Verlag, 2009 (ISBN 978-3-7017-3135-0)